# Субтропічні ліси Мегхалаї
Субтропічні ліси Мегхалаї (ідентифікатор WWF: IM0126) — індомалайський екорегіон тропічних та субтропічних вологих широколистяних лісів, розташований у Північно-Східній Індії.

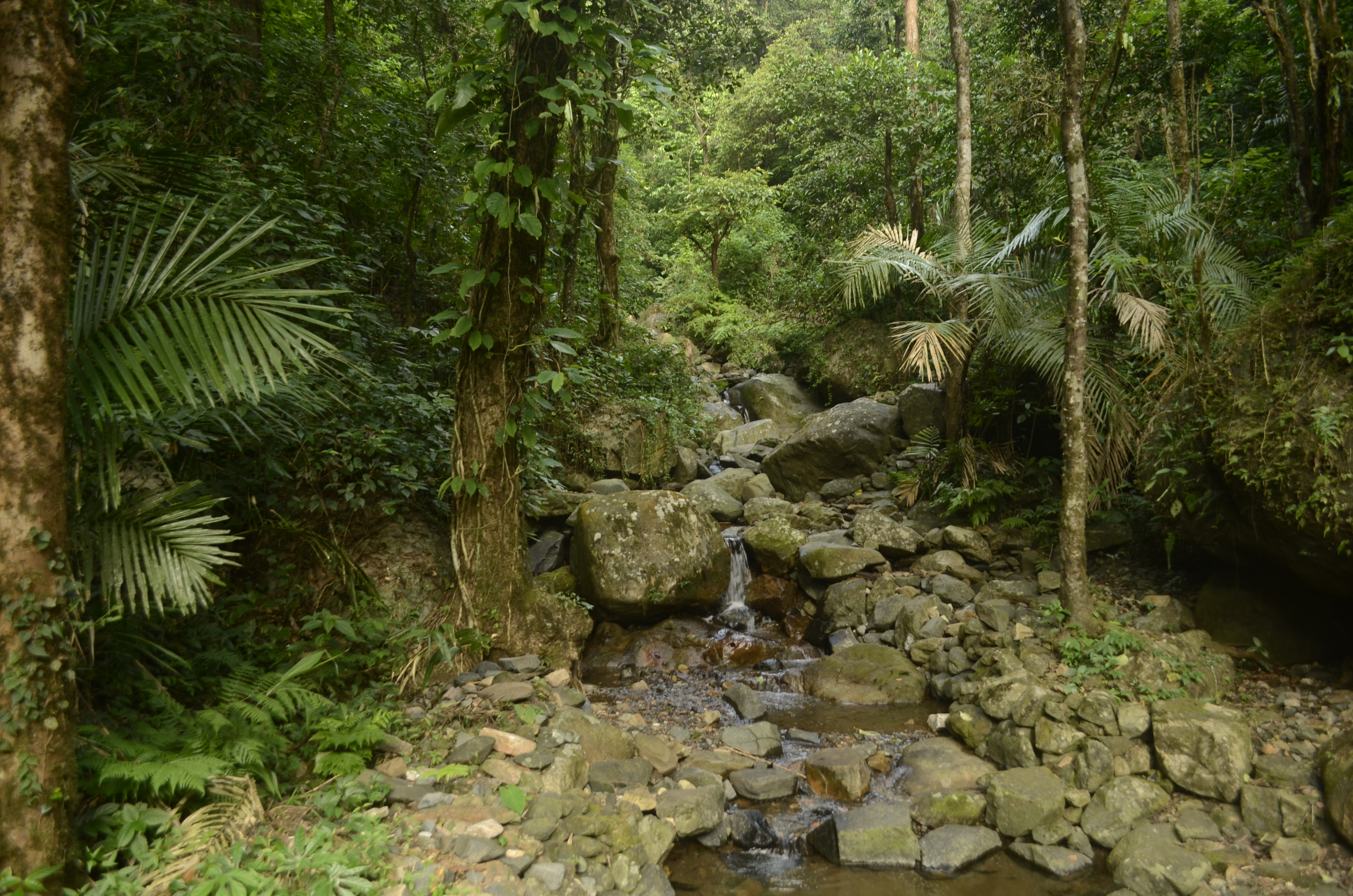
Лісовий струмок в горах Кхасі

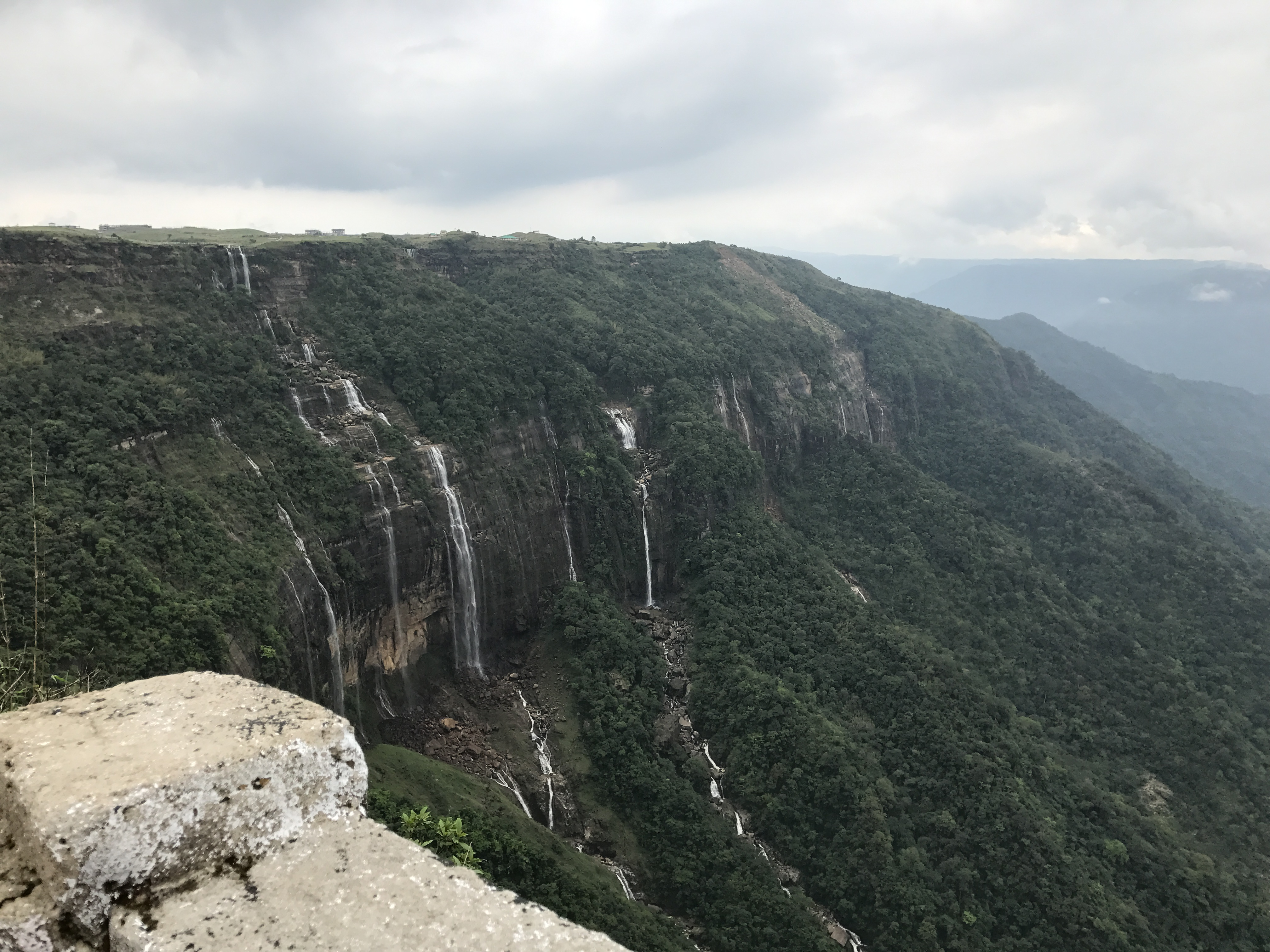
Високогір'я Шиллонгського плато

## Географія
Екорегіон субтропічних лісів Мегхалаї розташований на території індійського штату Мегхалая та на півдні штату Ассам. Він охоплює Карбі-Мегхалайське плато, яке включає пагорби Гаро, Кхасі, Джайнтія та Мікір, а також навколишні рівнини. Найвищою вершиною екорегіону є гора Шиллонг висотою 1961 м, розташована поблизу міста Шиллонг, столиці Мегхалаї. На півночі і заході, в долині річки Брахмапутра, екорегіон переходить у напіввічнозелені ліси долини Брахмапутри, на півдні — у вологі листяні ліси долини нижнього Гангу, а на сході — у дощові ліси Мізораму, Маніпуру та Качину.

## Клімат
На більшій частині екорегіону переважає вологий субтропічний клімат (Cwa або Cwb за класифікацією Кеппена), а на заході регіону — мусонний клімат (Am за класифікацією кліматів Кеппена). Максимальні температури в горах регіону можуть перевищувати 28 °C, а мінімальні — опускатися нижче 0 °C. Мусони, які надходять із Бенгальської затоки, спричиняють сильні дощі та тумани, які дали назву штату Мегхалая — «обитель хмар». Середньорічна кількість опадів на заході Мегхалаї становить близько 2600 мм, на півночі — від 2500 до 3000 мм, а на південному сході — близько 4000 мм. Місто Мосинрам, розташоване в горах Кхасі південніше Шиллонгу, відоме як найвологіше місце на планеті. Середньорічна кількість опадів тут становить 12 393 мм, а 17 червня 2022 року за одну добу тут випало 1003,6 мм опадів. В розташованому поряд місті Черрапунджі з серпня 1860 року по липень 1861 року випало 26 471 мм опадів. З листопада по березень в екорегіоні триває сухий сезон.

## Флора
Основними рослинними угрупованнями екорегіону є ассамські субтропічні гірські савани, кхасійські субтропічні гірські ліси, ассамські субтропічні соснові ліси та ассамські субтропічні соснові савани. В низинах екорегіону поширені тропічні вічнозелені ліси, основу яких становлять єпископські дерева (Bischofia javanica), барвисті стеркулії (Sterculia colorata), горіхи Будди (Pterygota alata), цейлонські залізні дерева (Mesua ferrea), індійські каштани (Castanopsis indica), магнолії Ходжсона (Magnolia hodgsonii), дерева баюр (Pterospermum acerifolium) та рожеві кедри (Acrocarpus fraxinifolius). 
В районах, де середньорічна кількість опадів становить 1500-2000 мм, на висоті до 1200 м над рівнем моря, поширені тропічні напіввічнозелені ліси. Основу цих лісів складають пишноцвіті елеокарпуси (Elaeocarpus floribundus), п'ятистовпчикові ділленії (Dillenia pentagyna), слонові яблука (Dillenia indica), говенії Ачербі (Hovenia acerba) та віконні літокарпуси (Lithocarpus fenestratus). В районах, де середньорічна кількість опадів становить менше 1500 мм, поширені тропічні вологі листяні ліси, основу яких складають салові дерева (Shorea robusta), тикові дерева (Tectona grandis), ост-індійський мигдаль (Terminalia myriocarpa), голоцвіті тетрамелеси (Tetrameles nudiflora), шіми Волліча (Schima wallichii) та індійські сіріси (Albizia lebbeck).
На вершинах пагорбів Шиллонгського плато поширені луки та савани, де переважають дикі цукрові тростини (Saccharum spontaneum), бірманський очерет (Neyraudia reynaudiana), голчасті золотоборідники (Chrysopogon aciculatus) та сизий мишій (Setaria pumila). Також у високогір'ях екорегіону зустрічаються субтропічні соснові ліси, в яких домінуть кхасійські сосни (Pinus kesiya). На південних схилах пагорбів Кхасі та Джайнтія зустрічаються окремі ділянки помірних лісів, де переважають віконні літокарпуси (Lithocarpus fenestratus), ланцетолисті кастанопсіси (Castanopsis lanceifolia), дуби Гріффіта (Quercus griffithii), напівпильчасті дуби (Quercus semiserrata), кхасійські шіми (Schima khasiana) та їстівні мірики (Myrica esculenta).
Зрілі ліси екорегіону мають розвинений підлісок, в якому переважають різноманітні бамбуки, зокрема бамбуки Гамільтона (Dendrocalamus hamiltonii). Дерева вкриті ліанами та епіфітами.
Екорегіон субтропічних лісів Мегхалаї вирізняється високим флористичним різноманіттям, одним з найвищих в усій Індії. Він є центром різноманіття для магнолій (Magnolia spp.) і мікелій (Michelia spp.), а також для родин Елеокарпові (Elaeocarpaceae) та Маслинкові (Elaeagnaceae). Понад 320 видів орхідей є ендеміками Мегхалаї. Серед інших ендемічних рослин, поширених в екорегіоні, слід відзначити рідкісний кхасійський непентес (Nepenthes khasiana), який перебуває під загрозою зникнення. Також в екорегіоні зустрічається 36 ендемічних та 113 рідкісних видів лікарських рослин, багато з яких вирощується у священних гаях.

## Фауна
В межах екорегіону зустрічається 110 видів ссавців. Серед поширених в регіоні ссавців слід відзначити бенгальського тигра (Panthera tigris tigris), димчасту пантеру (Neofelis nebulosa), індійського слона (Elephas maximus), гірського куона (Cuon alpinus), малайського ведмедя (Helarctos malayanus), ведмедя-губача (Melursus ursinus), гладкошерсту видру (Lutrogale perspicillata), велику індійську віверу (Viverra zibetha), індійського панголіна (Manis crassicaudata), китайського панголіна (Manis pentadactyla), ассамського макаку (Macaca assamensis), ведмежого макаку (Macaca arctoides) та чубатого лангура (Trachypithecus pileatus). Також в лісах екорегіону мешкають дуже рідкісні західні хулоки (Hoolock hoolock).
В межах екорегіону зареєстровано 750 видів птахів. Серед рідкісних птахів, що зустрічаються в екорегіоні, слід відзначити смугастодзьобого калао (Rhyticeros undulatus), непальського калао (Aceros nipalensis), білоголову качку (Asarcornis scutulata), білооку чернь (Aythya nyroca), бенгальського сипа (Gyps bengalensis), індокитайського сипа (Gyps tenuirostris), орлана-довгохвоста (Haliaeetus leucoryphus), великого підорлика (Clanga clanga), смугасту кущавницю (Schoenicola striatus), рибалочку-геркулеса (Alcedo hercules), гімалайську сутору (Paradoxornis flavirostris), гімалайського серпокрильця (Apus acuticauda) та повзика-білозора (Sitta formosa). Серед майже ендемічних птахів, поширених в екорегіоні, слід відзначити червоногорлу перепілку (Perdicula manipurensis), болотяного баблера (Pellorneum palustre) та іржасту чагарницю (Trochalopteron austeni). Ендеміками екорегіону є довгохвості баблери-рихталики (Spelaeornis longicaudatus).
Герепетофауна екорегіону включає 56 видів змій, 33 види жаб та низку видів ящірок та черепах. Серед поширених в екорегіоні плазунів слід відзначити гекона-токі (Gekko gecko), брамінського сліпуна (Indotyphlops braminus), променистого полоза (Coelognathus radiatus), білогубу куфію (Trimeresurus albolabris) та королівську кобру (Ophiophagus hannah). Ендеміками екорегіону є кхасійські жаби (Bufoides meghalayanus), дивнохвості вужі (Herpetoreas xenura), кхасійські вужі (Hebius khasiensis) та кхасійські земляні змії (Stoliczkia khasiensis).

## Збереження
Оцінка 2017 року показала, що 456 км², або 1 % екорегіону, є заповідними територіями. Природоохоронні території включають: Національний парк Балпакрам, Національний парк Нокрек, Природний заповідник Гарбангха та Природний заповідник Сіджу.